# Oueslatia
Oueslatia ou El Oueslatia (arabe : الوسلاتية) est une ville du centre de la Tunisie située à une quarantaine de kilomètres à l'ouest de Kairouan.
Rattachée au gouvernorat de Kairouan, elle constitue une municipalité comptant 9 006 habitants en 2014. Elle est par ailleurs le chef-lieu d'une délégation. Outre la ville, les villages de Maarouf, El Menzel, Djebel Serj, Zaghdoud, Djebel Ousselat, Djebel Erreïhane, Aïn Djeloula, Oum El Ksal et El Behaïer lui sont rattachés.
Elle est au centre d'une plaine comprise entre les alignements montagneux du djebel Ousselat et du djebel Serj appartenant au flanc sud de la dorsale tunisienne.
On y trouve des grottes, intéressantes pour la spéléologie comme la grotte de la mine, ainsi que de nombreuses peintures rupestres dont les mieux conservées représentent des scènes de chasse où apparaissent rhinocéros, autruches et buffles, autant d'animaux qui témoignent d'un milieu naturel verdoyant au Néolithique.
À trente kilomètres de Oueslatia se trouve le site antique de Ksar Lemsa où sont conservés les vestiges d'une forteresse de la période byzantine et d'un théâtre romain. Aujourd'hui, une source d'eau est exploitée pour la mise en bouteille d'eau minérale.
La ville se situe sur le territoire de la tribu des Ousseltia qui peuplaient la région. 